# Мохамед Офкір
Мохамед Офкір (норв. Mohamed Ofkir, нар. 4 серпня 1996, Осло, Норвегія) — норвезький футболіст марокканського походження, вінгер клубу «Волеренга».

## Ігрова кар'єра
Мохамед Офкір є вихованцем столичного клубу «Ліллестрем», з яким у 2015 році підписав професійний контракт. У квітні того року футболіст дебютував у першій команді клубу.
На початку 2017 року Офкір перейшов до бельгійського «Локерена», де на той час вже працював Рунар Крістінссон - колишній наставник Офкіра у «Ліллестремі». У Бельгії Мохамед звитягами не відзначився, зігравши в команді лише 9 матчів і за рік він повернувся до Норвегії, де приєднався до клубу «Саннефіорд».
Але відігравши 2019 рік у Другому дивізіоні Офкір знову повернувся до Елітсерії вже до складу клубу «Сарпсборг 08».